# Созыгино
Созыгино — деревня в Карамышевской волости Псковского района Псковской области России.
Расположена в 16 км к югу от села Карамышево и в 55 км к юго-востоку от центра города Пскова.
Постоянное население по состоянию на 2000 год в деревне отсутствовало.
До 1 января 2010 года деревня входила в состав ныне упразднённой Осиновичской волости.